# True Colors (canção)
"True Colors" é uma canção da cantora e atriz norte-americana Cyndi Lauper, incluída no seu segundo álbum solo de estúdio de mesmo nome.
A canção chegou ao #1 da Billboard, e foi a última canção de Lauper a alcançar tal feito na parada (Billboard Hot 100), antecedida por outra canção de também muito sucesso, "Time After Time".
"True colors" rendeu à Lauper uma indicação ao Grammy na categoria "Melhor Performance Pop Solo", na 29ª edição do prêmio, em 1987.

## Informações
Billy Steinberg escreveu originalmente "True Colors" sobre a sua própria mãe. Tom Kelly alterou o primeiro verso e a dupla apresentou a canção para Cyndi Lauper. Sua demonstração foi em forma de piano com balada gospel como "Bridge Over Troubled Water". Steinberg disse a Songfacts que "Cyndi era completamente desmantelada com esse tipo de arranjo tradicional e que veio com algo que era mais excitante e cru". Outras canções que escreveram para Cyndi Lauper foi "I Drove All Night" e "Unconditional Love", o último foi regravado por Susanna Hoffs.
"True Colors" foi interpretada pelo elenco de Glee no episódio 11 da primeira temporada, "Hairography".

## Paradas
| Paradas (1986)                    | Melhor posição |
| --------------------------------- | -------------- |
| Australia ARIA Singles Chart      | 3              |
| Ö3 Austria Top 40                 | 12             |
| Canadian Singles Chart            | 1              |
| Cash Box Top 100 Singles          | 1              |
| Colombian Singles Chart           | 1              |
| French Singles Chart              | 49             |
| Holland Singles Chart             | 7              |
| German Singles Chart              | 18             |
| German Airplay                    | 6              |
| Ireland Singles Chart             | 6              |
| Israeli Singles Chart             | 2              |
| Italy Singles Chart               | 5              |
| Japan Hot 100                     | 59             |
| Polish Radio Channel III Chart    | 1              |
| New Zealand RIANZ Singles Chart   | 8              |
| Norway Singles Chart              | 10             |
| South African Singles Chart       | 14             |
| Swedish Singles Chart             | 4              |
| Swiss Singles Chart               | 17             |
| UK Singles Chart                  | 12             |
| U.S. Billboard Hot 100            | 1              |
| U.S. Billboard Adult Contemporary | 5              |
| U.S. ARC Weekly Top 40            | 1              |
| Parada (2008)                     | Melhor posição |
| Norway Singles Chart              | 17             |

## Regravação
True Colors foi regravada em 1998 pelo músico Phil Collins. Faz parte do álbum ...Hits.